# بومورشيه

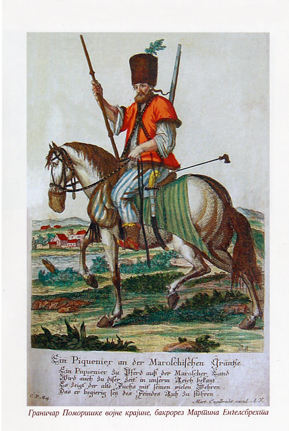
أحد سكان الحدود من بومورشيه، في النصف الأول من القرن الثامن عشر.

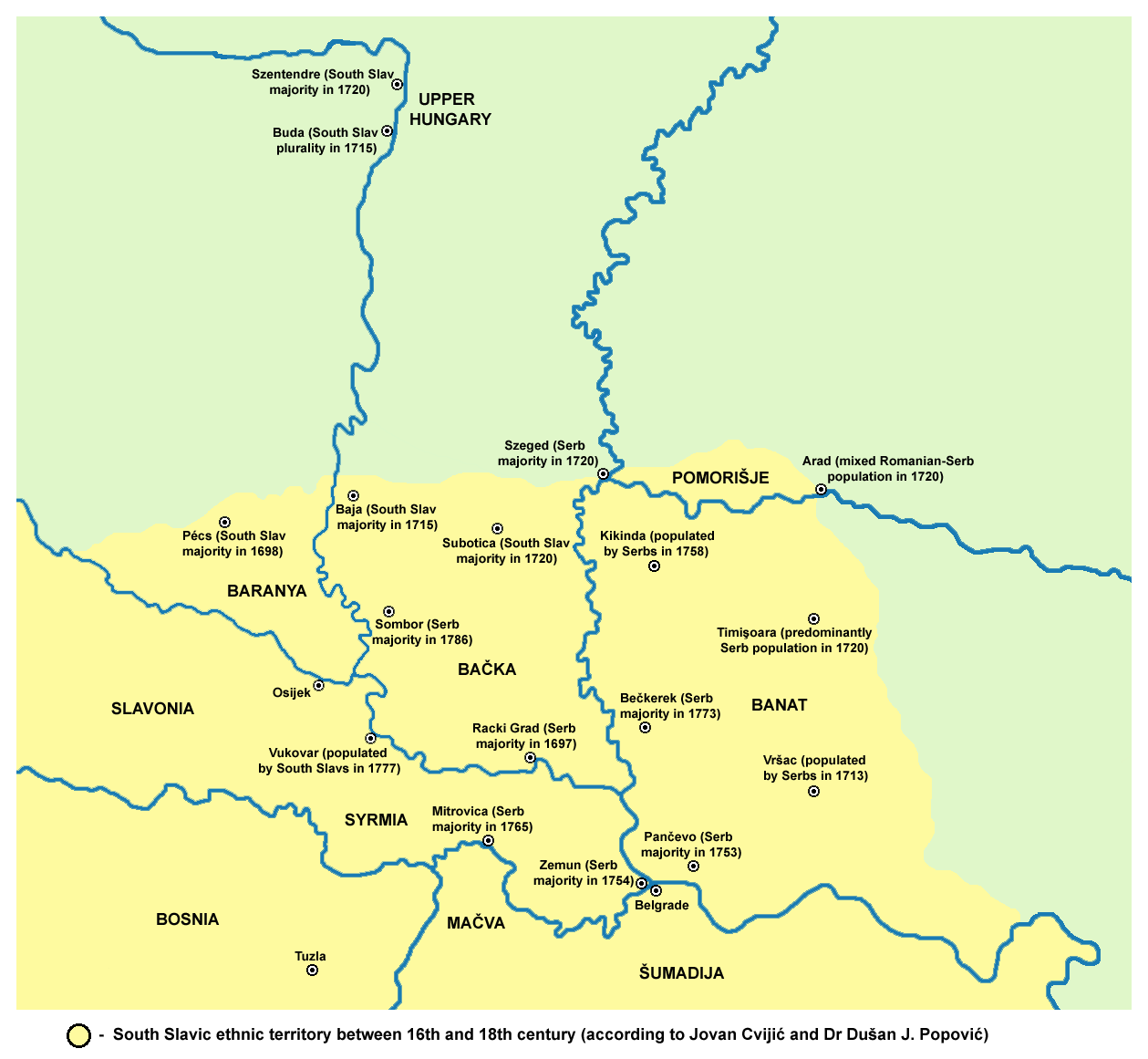
الإقليم العرقي للصرب في بومورشيه بين القرنين السادس عشر والثامن عشر (وفقًا لجوفان سفيتش والدكتور دوشان جيه بوبوفيتش)

بومورشيه (بالأبجدية السيريلية الصربية: Поморишје) هي منطقة جغرافية تاريخية تقع على ضفاف نهر موريش وكان يقطنها في الماضي عدد هائل من السكان الصرب. وتنقسم المنطقة في الغالب بين رومانيا والمجر، مع وجود جزء صغير منها في شمال صربيا. واليوم، توجد الأقلية الصربية في أنحاء المنطقة التي تشكل جزءًا من رومانيا والمجر.

## الجغرافيا
لا تمتلك بومورشيه حدودًا جغرافية محددة بدقة ويحدد المصطلح بشكل عام المناطق القريبة من نهر موريش وتقدم التعريفات المختلفة وجهات نظر متباينة حول المسافة التي قد تبعدها بومورشيه عن نهر موريش. أحيانًا، يمكن أن يشير المصطلح إلى المناطق الواقعة على ضفتي نهر موريش (بما في ذلك الأجزاء الشمالية من منطقة بانات على طول الضفة الجنوبية لنهر موريش والأجزاء الجنوبية من كريشانا على طول الضفة الشمالية من نهر موريش)، بينما في بعض الأحيان يمكن أن يحدد المصطلح تاريخيًا الضفة الشمالية فقط لنهر موريش، لذلك، فهو يستثني المناطق التي تشكل أجزاءً من منطقة بانات.
في الغالب تقع المنطقة فيما يعرف اليوم باسم مقاطعة أراد في رومانيا، وتقع الأجزاء الصغرى منها في مقاطعة تيميش في رومانيا، ومقاطعة تشونغراد في المجر. وفي معناها الأوسع، فإنها تشمل أيضًا زيجيد (في مقاطعة تشونغراد في المجر) ونوفي كنيزيفاك (في منطقة شمال البانات في صربيا)، على الرغم من أن هذه المناطق تعتبر جزءًا من بوتسييه بدلاً من بومورشيه.

## التسمية
الاسم بومورشيه يعني «الأرض القريبة من نهر موريش» في اللغة الصربية. وتستخدم أسماء مشابهة مثل بوتسييه، وبودنافلييه، وبوزافينا الموجودة في اللغة الصربية لتسمية المناطق القريبة من الأنهار (تيسا، والدانوب، وسافا، على التوالي).
اليوم، لا يمثل الجزء الأكبر من هذه المنطقة موطنًا لعدد كبير من السكان الصرب، وبالتالي نادرًا ما يستخدم اسم بومورشيه، إلا أن المجتمعات الصربية لا تزال تقطن كلاً من الجزء المجري والروماني من بومورشيه، وكذلك المنطقة الواسعة من بومورشيه التي تضم بلدية نوفي كنيزيفاك في صربيا (ولكن، نظرًا لعدم وجود اتصال مباشر بين البلدية الأخيرة ونهر موريش حاليًا، يُنظر إلى سكان هذه المنطقة عمومًا على أنهم يعيشون في بوتسييه - القريبة من نهر تيسا؛ وقد كانت بلدية نوفي كنيزيفاك تتصل بنهر موريش قبل الفترة ما بين عامي 1919-1920، عندما تم وضع حدود الدولة الحالية). وفي الجزء المجري من بومورشيه، تعيش المجتمعات الصربية الكبيرة نسبيًا في قرى ديسك، وسوريج، وغير ذلك.

## معلومات تاريخية

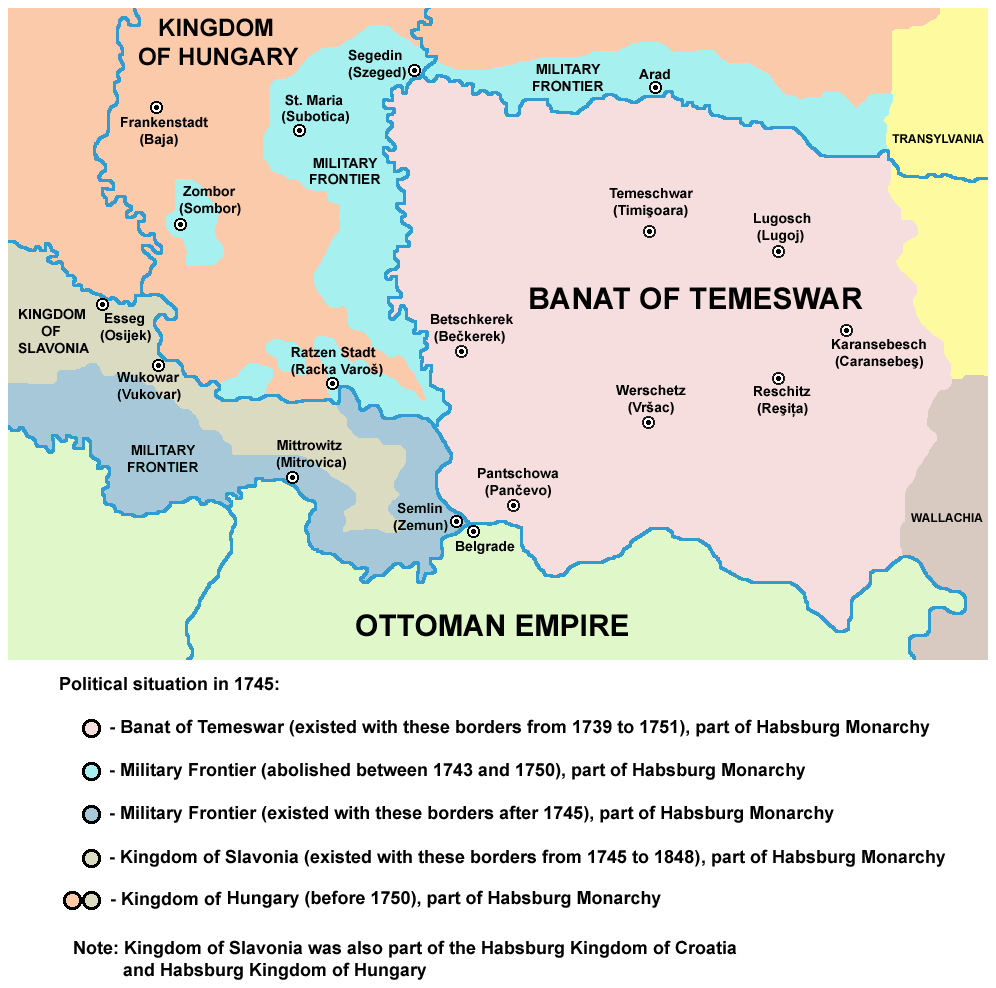
الحدود العسكرية في بومورشيه عام 1745

من الناحية التاريخية، كان معظم سكان بومورشيه يتألفون من الرومانيين والصرب والمجريين. وقد تواجد عدد كبير من السكان الصرب في هذه المنطقة منذ القرن السادس عشر. خلال الحكم العثماني (في القرنين السادس عشر - السابع عشر)، كانت المنطقة تنتمي لمحافظة تمشوار.
بعد معاهدة كارلوفجة (1699)، انضم شمال بومورشيه لملكية هابسبورغ، وبين عامي 1702 و1751، كان الشمال جزءًا من قطاع تيسا - موريش (بوتسييه - بومورشيه) على الحدود العسكرية لهابسبورغ. خلال هذه الفترة، كان عدد السكان الصرب في المنطقة لا يزال كبيرًا. وفي عام 1720، بلغ عدد سكان أراد، المدينة الرئيسية في المنطقة، 177 عائلة رومانية، و162 عائلة صربية، و35 عائلة مجرية. ومن بين المدن الأخرى الهامة في بومورشيه كانت ليبوفا، وماكو، وزيجيد. تقريبًا، كان الصرب يقطنون المنطقة الواقعة بين زيجيد وأراد بشكل أساسي، بينما كان الرومانيون يقطنون المنطقة الواقعة في شرق أراد بشكل أساسي. في عام 1720، بلغ عدد سكان زيجيد 193 عائلة، منها 99 عائلة صربية.
بعد إلغاء قطاع تيسا - موريش على الحدود العسكرية، غادر العديد من الصرب من بومورشيه وبوتسييه هذه المناطق وهاجروا إلى الإمبراطورية الروسية (خاصة إلى نوفا صربيا وسلافو - صربيا) في عام 1752. واستقر المجريون، والشؤابيون، والسلوفاك، والرومانيون في مكانهم بالمنطقة. وفقًا للتعداد السكاني الذي تم عام 1910 في الإمبراطورية النمساوية المجرية، بلغ عدد سكان بومورشيه (والتي تضم تقريبًا البلديات المتصلة بنهر موريش، بجانب زيجيد ونوفي كنيزيفاك) 670726 نسمة، منهم 33355 صربيًا. وبلغ عدد سكان الجزء الجنوبي من بومورشيه (بما في ذلك بلديات شمال البانات، بجانب نوفي كنيزيفاك) 245276 نسمة، منهم 29175 صربيًا، بينما بلغ عدد سكان الجزء الشمالي (بما في ذلك زيجيد) 425450 نسمة، منهم 4180 صربيًا.